# Basílica de Suyapa
La Basílica de Nuestra Señora de Suyapa o Basílica de Nuestra Patrona la Virgen de Suyapa, es una basílica católica de la Arquidiócesis de Tegucigalpa en Tegucigalpa, Honduras. La Basílica de Suyapa es la máxima construcción de la feligresía católica en la república de Honduras, a cuya advocación es a la Virgen de Suyapa.
En el siglo XVIII fue encontrada la imagen de la virgen de Suyapa, por Alejandro Colindres. La imagen primeramente fue venerada en una ermita construida para ello en la aldea de Suyapa erigida en 1780, no muy lejana de San Miguel de Tegucigalpa.
El 9 de septiembre de 2015 el Papa Francisco la instituyó como Basílica Menor.

## Historia de la basílica

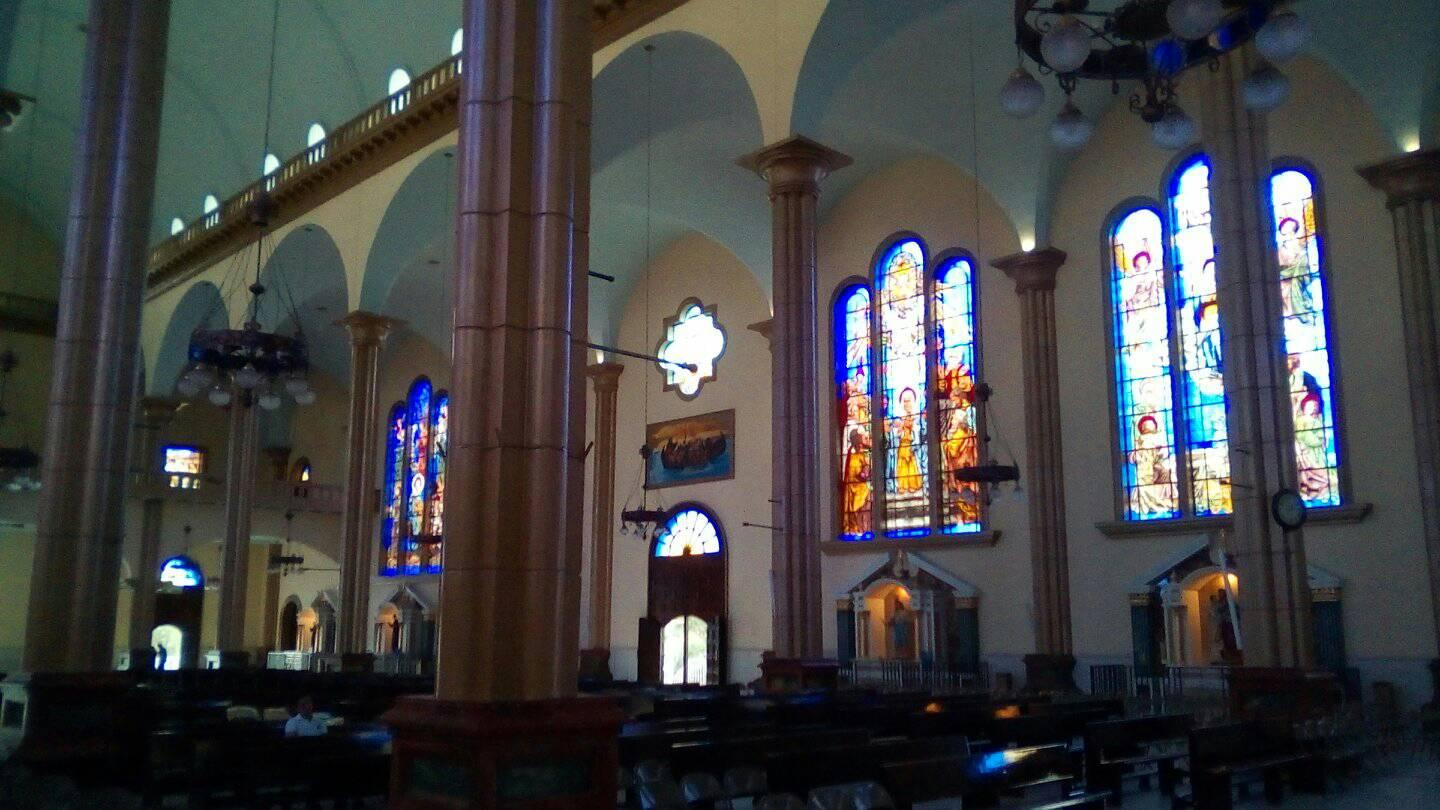
La basílica posee varios ventanales que retratan a diversos parajes de la biblia.

En 1925 la Virgen de Suyapa, fue declarada patrona de Honduras, por el Pontífice Pío XI, para 1943 el administrador apostólico de la Arquidiócesis de Tegucigalpa, Monseñor obispo Emilio Morales Roque decidió y ordenó la nueva construcción de un santuario para la Virgen de Suyapa, la que anteriormente había sido robada en 1936. La familia Zúñiga-Inestroza donó el terreno para tal proyecto y en 1950 todo estaba dispuesto para la construcción del santuario que no ocurrió hasta 1954, un año esencialmente mariano, en el que el tercer Arzobispo de Tegucigalpa, Monseñor obispo José de la Cruz Turcios y Barahona, puso la primera piedra del que llegaría a ser uno de los templos más grandes de Centroamérica.
Unos años después, cuando se terminó de construir la primera etapa la imagen fue trasladada a aquel nuevo centro de oración, seguidamente dicha catedral fue elevada a Basílica. La Virgen de Suyapa en 1969 fue nombrada Capitana de las Fuerzas Armadas de Honduras. El 8 de marzo de 1983, el papa Juan Pablo II ofreció una misa en su única visita a Honduras, frente al retablo de la Patrona de los hondureños.
Diez años después en 1993 se decretó al santuario de Suyapa como zona de reserva moral y la celebración de la virgen como día de fiesta nacional. Para 2005 se realizó la inauguración oficial del santuario de Suyapa, con sus obras complementarias.

## Arquitectura de la basílica

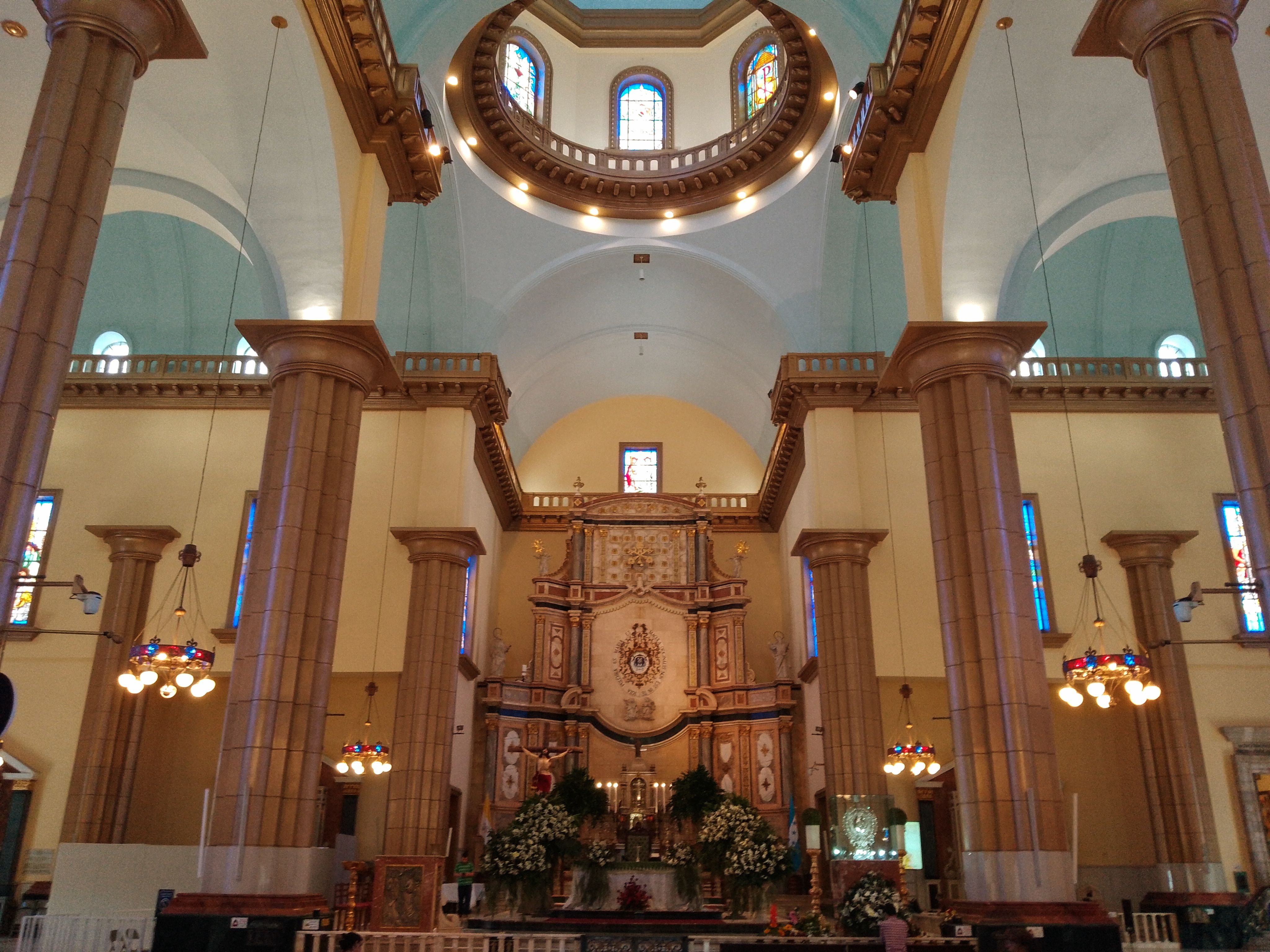
Altar mayor del templo.

El estilo de la Basílica de Suyapa es moderno, pintada en su totalidad en color blanco. Su diseño es en Cruz latina, Gracias a las dimensiones es capaz de albergar a las multitudes que peregrinan hacia Suyapa, tiene 93 metros de longitud, 43 metros de altura en sus torres y 46 metros en la cúpula. El diámetro de ésta es de 11.50 metros. Y la anchura de la nave central es de 13.50 metros. Comprendidas así: la fachada muestra tres puertas principales, custodiadas con dos torres campanarios a los lados; al acceder al atrio, se puede notar la nave central principal que eleva las ojivas y el techo cilíndrico, sostenidas por columnas. El altar principal de adoración, obra del artista valenciano Francisco Hurtado-Soto, se encuentra en el fondo de la nave, bajo la cúpula. Los vitrales exaltan el ascenso de la virgen de Suyapa.